# Matthias Ringmann

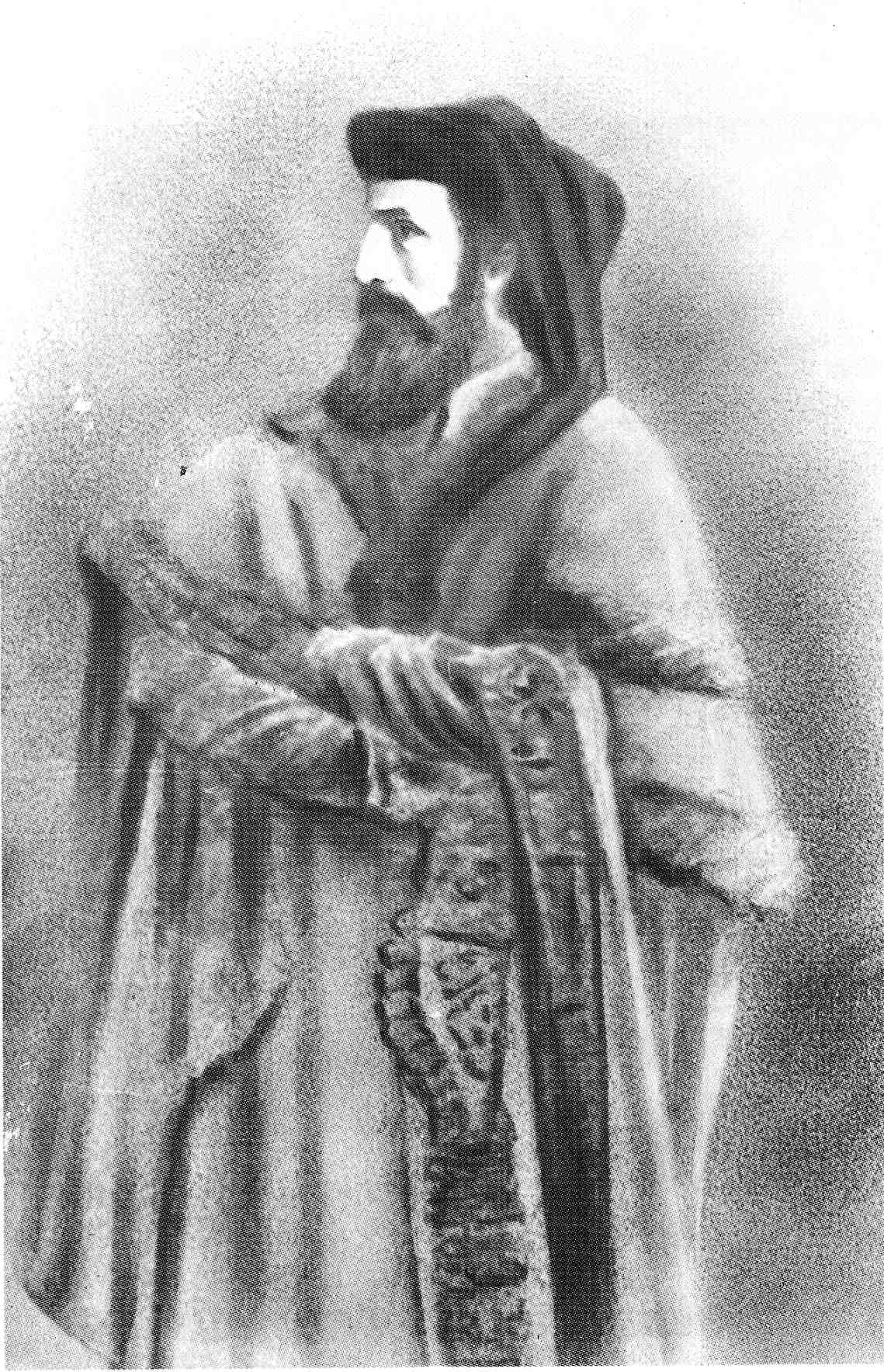
Matthias Ringmann nach einer Fantasie aus dem 19. Jahrhundert

Matthias Ringmann (* 1482 in Eichhoffen (Elsass); † 1511 in Schlettstadt) nannte sich nach humanistischer Gepflogenheit Philesius Vogesigena. Er war ein deutscher Philologe und Dichter, der für die Bezeichnung des Kontinents Amerika verantwortlich ist.

## DieCosmographiae Introductio
Matthias Ringmann und Martin Waldseemüller waren beide Mitglieder eines sich als Gymnasium Vosagense bezeichnenden Gelehrtenkreises in Saint-Dié im Herzogtum Lothringen, der mit den Humanistenzirkeln im Oberrheingebiet, etwa in Basel, Straßburg und Schlettstadt, eng verzahnt war. Ringmann und Waldseemüller arbeiteten an einer Neuherausgabe von Claudius Ptolemäus Geographike Hyphegesis. Als sie zunehmend Nachrichten über die weltweiten Neuentdeckungen erreichten – dazu zählte auch der veröffentlichte Mundus-Novus-Brief des Amerigo Vespucci an Lorenzo de Medici –, änderten sie das Projekt: Sie wollten das Werk von Ptolemäus erweitert um diese Neuentdeckungen herausgeben. Diese Idee war die Geburtsstunde der Cosmographiae Introductio, die sich zu einem Begleittext der von Martin Waldseemüller veröffentlichten Weltkarte und eines entsprechenden Globus entwickelte und 1507 erschien.
Auf Vorschlag Ringmanns benannten die beiden Gelehrten die neuentdeckten Länder im Westen nach dem Vornamen des Amerigo Vespucci, da Ringmann diesen für den wahren Entdecker Amerikas hielt. Diese Bezeichnung setzte sich relativ schnell durch.

## Didaktisches Wirken
Ringmann lehrte als Lateinlehrer in St. Dié und entwickelte 1509 ein didaktisches Kartenspiel „Grammatica Figurata“, um lateinische Grammatik zu verdeutlichen. Er trat damit in Konkurrenz zu seinem „Erzfeind“ Thomas Murner, der als Erfinder didaktischer Kartenspiele gilt.